# Ginástica de trampolim nos Jogos Europeus de 2015 - Feminino sincronizado
A competição do trampolim sincronizado feminino foi um dos eventos da ginástica de trampolim nos Jogos Europeus de 2015, em Baku, no Azerbaijão. Foi disputada na Arena Nacional de Ginástica nos dias 19 e 21 de junho.

## Calendário
Horário de verão do Azerbaijão (UTC+5).
| Data        | Horário | Fase         |
| ----------- | ------- | ------------ |
| 19 de junho | 19:00   | Qualificação |
| 21 de junho | 11:00   | Final        |

## Medalhistas
| Ouro   | RUS Anna Kornetskaya e Yana Pavlova |
| Prata  | FRA Marine Jurbert e Joëlle Vallez  |
| Bronze | POR Beatriz Martins e Ana Rente     |

## Resultado

### Qualificação
O resultado da qualificação foi o seguinte.
| Posição | Ginastas                              | Nacionalidade    | Rotina 1 | Rotina 2 | Total  | Notas |
| ------- | ------------------------------------- | ---------------- | -------- | -------- | ------ | ----- |
| 1       | Maryna Kyiko Nataliia Moskvina        | UKR Ucrânia      | 39.000   | 47.700   | 86.700 | Q     |
| 2       | Marine Jurbert Joëlle Vallez          | FRA França       | 38.800   | 45.900   | 84.700 | Q     |
| 3       | Anna Kornetskaya Yana Pavlova         | RUS Rússia       | 38.500   | 46.200   | 84.700 | Q     |
| 4       | Hanna Harchonak Tatsiana Piatrenia    | BLR Bielorrússia | 39.100   | 45.000   | 84.100 | Q     |
| 5       | Kat Driscoll Laura Gallagher          | GBR Grã-Bretanha | 40.000   | 43.800   | 83.800 | Q     |
| 6       | Beatriz Martins Ana Rente             | POR Portugal     | 38.300   | 44.700   | 83.000 | Q     |
| 7       | Simona Ivanova Valeriya Yordanova     | BUL Bulgária     | 37.300   | 42.200   | 79.500 | R1    |
| 8       | Paraskevi Angelousi Lila Kasapoglou   | GRE Grécia       | 35.700   | 41.300   | 77.000 | R2    |
| 9       | Sviatlana Makshtarova Sabina Zaitseva | AZE Azerbaijão   | 38.900   | 4.900    | 43.800 |       |
| 10      | Fanny Chilo Sylvie Wirth              | SUI Suíça        | 18.000   | 9.100    | 27.100 |       |

### Final
O resultado final foi o seguinte. 
| Pos.              | Ginastas                           | Nacionalidade    | Dificuldade | Execução | Sincronismo | Penalidade | Total  |
| ----------------- | ---------------------------------- | ---------------- | ----------- | -------- | ----------- | ---------- | ------ |
| Medalha de ouro   | Anna Kornetskaya Yana Pavlova      | RUS Rússia       | 11.400      | 16.400   | 18.600      |            | 46.400 |
| Medalha de prata  | Marine Jurbert Joëlle Vallez       | FRA França       | 10.300      | 16.300   | 18.000      |            | 44.600 |
| Medalha de bronze | Beatriz Martins Ana Rente          | POR Portugal     | 11.300      | 15.200   | 18.000      |            | 44.500 |
| 4                 | Hanna Harchonak Tatsiana Piatrenia | BLR Bielorrússia | 13.100      | 16.400   | 14.600      |            | 44.100 |
| 5                 | Kat Driscoll Laura Gallagher       | GBR Grã-Bretanha | 9.600       | 17.400   | 16.200      |            | 43.200 |
| 6                 | Maryna Kyiko Nataliia Moskvina     | UKR Ucrânia      | 4.900       | 6.200    | 7.200       |            | 18.300 |